# Latokaski
Latokaski est un quartier de la ville d'Espoo en Finlande.

## Description
Latokaski est un quartier de maisons individuelles et de maisons mitoyennes.
Ses voisins sont Henttaa, Kaupunginkallio, Kuurinniitty, Nöykkiö, Espoonlahti, Soukka, Olari, Saunalahti, Vanttila.